# LG 프라다 (제품군)
프라다(PRADA)는 프라다가 설계하고 LG 전자가 제조하고 출시하는 휴대전화 시리즈이다.

## 특징
전후면 모두 검은색갈이며, 후면은 검은색의 특이한 촉감을주도록 제작되었다. 프라다제품군의 모든 휴대전화는 운영체제 UI까지 간결하고 깔끔한 것이 특징이다.

## 출시 기종

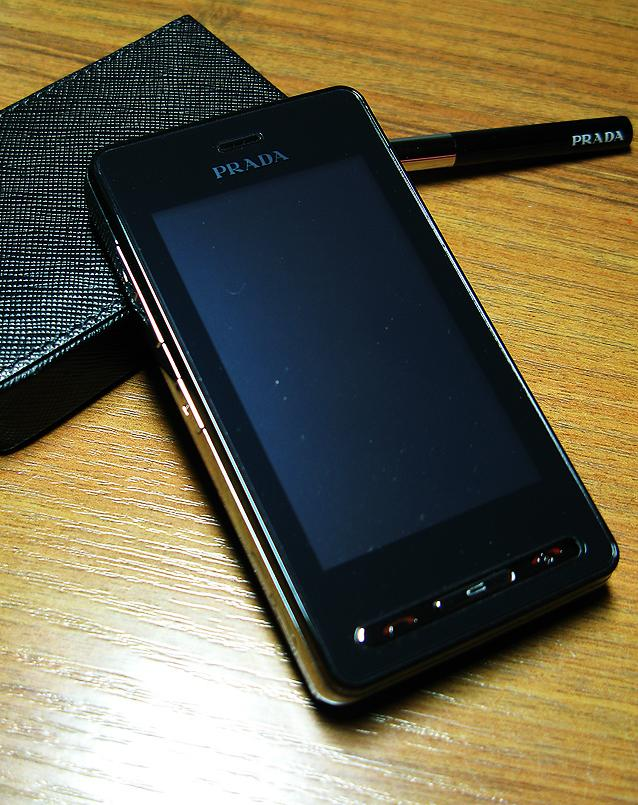
LG 프라다

### 피처폰
- LG 프라다
- LG 프라다 II
- 싸이언 프라다
- 싸이언 프라다 II

### 안드로이드스마트폰
- LG 프라다 3.0
- 싸이언 프라다 3.0